# Simeó de Trebisonda
Simeó de Trebisonda (en grec Συμεὼν Α' ὁ Τραπεζούντιος) va ser patriarca de Constantinoble tres vegades. La primera durant uns mesos l'any 1466, quan va succeir a Marc Xilocarabis que havia estat destituït.
Després del primer patriarcat de Dionís I va ser reelegit, a finals de 1471, i va exercir el càrrec fins que al cap de tres anys, el 1474, es va veure obligat a dimitir perquè l'havien difamat. Va anar a un monestir on hi va ser set anys i el 1481 va ser nomenat patriarca per tercer cop.
Durant el seu tercer mandat va convocar un Concili que va condemnar el Concili de Florència, que buscava la unitat entre les Esglésies d'Orient i Occident. Va escriure un procediment per acompanyar a aquells que volien deixar de ser catòlics i entrar a l'Església Ortodoxa.
Cap a finals de 1486 el va succeir Nefó II.